# Marie-Thérèse Eyquem
Marie-Thérèse Eyquem (La Teste de Buch, 6 de septiembre de 1913 - Égletons, 8 de agosto de 1978) fue una pionera en la defensa del deporte femenino francesa, además de una activista en el feminismo y en la política. A partir de los años 40 defendió el ejercicio y la educación física para las mujeres, antes de que en la década de los 60 se implicara en el feminismo.  
Presidió el Mouvement Démocratique Féminin (1962-1970) y en 1975 asumió la secretaría nacional del Partido Socialista Francés partido en el que luchó por las cuotas para la representación de las mujeres.  
Fue prácticamente la única mujer en formar parte de órganos de dirección de la Federación de la Izquierda Democrática y Socialista FGDS y la única mujer «ministra» en el «contra-gobierno» de François Mitterrand. En 1971 tras el congreso de Épinay se incorpora al Partido Socialista y se centra en promover los derechos de las mujeres creando las bases de lo que más tarde será la lucha por la paridad. 
Fue miembro de numerosas instituciones deportivas a nivel nacional e internacional mientras en paralelo ejerció diversas funciones en el ministerio de Deportes durante casi 40 años.  A los 27 años ocupó el puesto de directora de deportes femeninos. Más tarde fue inspectora de deportes. En 1961 fue presidenta de la Federación Internacional de Educación Física y Deportiva Femenina (FIEPSF). 
También es conocida por su obra literaria.  

## Biografía
Hija de Louise Bisserié, maestra de primaria, y Robert Eyquem, panadero y posteriormente empleado de seguros. Marie-Thérèse Eyquem nació el 6 de septiembre de 1913 en La Teste-de-Buch, en el seno de una familia modesta y conservadora. Tenía dos hermanas, Denise, con quien compartía el gusto por la escritura, conocida por escribir novelas sentimentales bajo el seudónimo de Jean de Secary, y la segunda, Geneviève que acompañó a Marie-Thérèse en el club deportivo y en los años 60 la acompañará en la construcción de una de las organizaciones de mujeres clave a las puertas de las segunda ola feminista, el MDL Mouvement Démocratique Fémenin creado en 1962 que Marie-Thérèse presidirá.
Desde muy pronto empezó a practicar gimnasia en los Jeunes du Captalat .  En 1924, se trasladó con su familia a París. Estudia en la escuela católica Saint-Sulpice y un año después a los 14 años, en 1927 empieza a trabajar en diversas ocupaciones, continuando su formación con clases nocturnas, con clases particulares o por correspondencia.  
Logró un bachillerato de filosofía, se licenció en letras clásicas y se formó como monitora deportiva, además de aprendió tres lenguas extranjeras: inglés, español e italiano que le serán claves en su carrera internacional.  
Al mismo tiempo, retomó la actividad física en una parroquia parisina donde practicaba bádminton entre otras actividades. En 1930, a los 17 años, se convierte en monitora deportiva.
La hermana Bouvier se fijó en ella y en 1931 la reclutó como secretaria del Rayon sportif féminin (RSF) un club deportivo católico femenino fundado en 1919 por las Hijas de la Caridad y Félix Mathey, campeón de atletismo y profesor de educación física. En 1934 se convierte en directora técnica. Su acción permite multiplicar por diez el número de adherentes que pasa de 10.000 a 100.000 con apertura de centros en provincia, formación de cuadros y organización de encuentros deportivos. En 1937 el RSF que estaba sólo en la región de París asume el ámbito nacional creándose la Federación católica de educación física femenina FCEPF. Marie-Thérèse asume la secretaría general. En 1945 el RSF cuenta con 200.000 jóvenes y en 1948 con 250.000 repartidas en 1.500 sociedades en 78 uniones regionales. Con los monitores generales del RSF — su hermana Geneviève,   estructura las filiales regionales, intensifica la formación de cuadros, organiza fiestas y competiciones. 
Según la información suministrada en su candidatura electoral de 1968, entre 1938 y 1939 trabaja brevemente en el ministerio de Asuntos exteriores. En 1939, aprueba el concurso de redactora de la función pública y entra en el CGI el Comisariado de Información General como redactora principal. Este periodo de contacto con el servicio de propaganda oficial del régimen, según su biografía, será fundamental para que en un futuro utilice las mismas estrategias en relación con el deporte femenino.

### Funcionaria en el gobierno de Vichy
El 13 de julio de 1940 Jean Borotra es nombrado alto comisario de deportes. Las actividades deportivas aparecen como una prioridad del régimen. Fue nombrada miembro de la comisaría general de educación física y deportes, donde el 17 de agosto de 1940 asumió el puesto de Directora de deportes femeninos del gobierno de Vichy. Inicialmente, contando con la confianza de Jean Borotra, el Alto Comisionado de Deportes, llevó a cabo acciones en favor del deporte femenino que se estaba desarrollando a pesar de la prohibición de los deportes considerados violentos. Armand Thibaudeau la eligió como diputada tras la fusión de RSF y la Federación de Patronatos de Gimnasia y Deporte de Francia (FGSPF) y, a su lado, contribuyó en gran medida al desarrollo de la FGSPF, acompañándola en sus numerosas visitas a las provincias. Contribuye tanto con su carisma como con su mesurada prudencia a la integración de la mujer en la FGSPF . Con Olga Batany, instructora general de la FGSPF, organiza la fiesta de Coubertin y la fiesta de la deportista  .
En 1942, el coronel Pascot reemplazó a Jean Borotra. Marie-Thérèse Eyquem fue nombrada jefa de oficina adjunta y ya no estaba libre para llevar a cabo sus proyectos. Sin embargo, en 1945, en la Liberación, nombrada inspectora de deportes femeninos, no estaba preocupada por su acción dentro del gobierno de Vichy y mantuvo su compromiso voluntario con la FGSPF. El 6 de enero de 1947 en Praga, fue nombrada presidenta de la primera comisión de mujeres de la Federación Católica Internacional de Educación Física y Deportes (FICEP) y continuó sus actividades asociativas. Su papel dentro de la Federación de Deportes de Francia  (FSF) es entonces de los más importantes y es ella quien acompaña en Roma del 7 al 14 de octubre de 1951 al canónigo Wolff, consejero eclesiástico de la FSF,  en el congreso de apostolado laical donde preside Deporte,  turismo y recreación. 
En 1951 publica bajo seudónimo de Catherine Lange la novela Les Impures (1951) que trata de una historia de amor entre mujeres. Marie-Thérèse vive con una mujer, no reivindica su homosexualidad pero la vive libremente, sin secreto.   Fue despedida en 1956 de la FSF. La razón de su despido no es conocida pero quienes han trabajado en su biografía apuntan que estaría relacionado con su homosexualidad y con el hecho de que convivía con una mujer. Como resultado, pierde sus mandatos internacionales en la FICEP y su único vínculo con este pasado sigue siendo su amiga Eugénie Duisit .

### Compromiso feminista y socialista (1956-1978)
En la década de los 60 se sitúa un punto de inflexión en la biografía de Marie-Thérèse. Es el momento en el que se conecta con el feminismo y milita públicamente por los derechos de las mujeres. Considera que los esfuerzos deportivos sirven de poco si las mujeres se ven privadas de la igualdad de oportunidades que les permita hacer deporte.
A finales de los años 50 publica un trabajo autobiográfíco: Irène Popard ou la danse de feu (1959) escrito tras ser despedida. 
En 1961, fue ascendida a inspectora principal del Ministerio de Juventud y Deportes . Ese mismo año, los proyectos desarrollados a nivel internacional para el deporte femenino impulsaron su elección como Presidenta de la Federación Internacional de Educación Física y Deportes Femeninos sustiyendo a Dorothy Ainsworth puesto que mantuvo hasta 1965. 
En 1962, asumió la presidencia del recién creado Mouvement Démocratique Féminin (MDF) (Movimiento Democrático Femenino) militando en feminismo y socialismo junto a otras conocidas activistas de la izquierda no comunista como Colette Audry periodista, escritora y miembro del PSU -será la vicepresidenta del MDF- Evelyne Sullerot socióloga fundadora de la Asociación de Planificación Familiar, Marguerite Thibert la decana, referencia en el posicionaminiento del MDF, especialista en temas de trabajo femenino en la OIT - presidenta de la comisión de asuntos sociales en el seno de la MDF, Gisèle Halimi, Yvette Roudy traductora de Betty Friedan, quien conoció a Marie-Thérèse a través de Colette Audry en 1963 -secretaria general del MDF- o Jacqueline Thome-Patenötre del Partido Radical y diputada de los Yvelines y alcaldesa de Rambouillet que llevará los proyectos del MDF a la Asamablea Nacional. Por su parte la fotógrafa y periodista Janine Niepce  en la revista de la organización es próxima a los movimientos sociales y particularmente feministas. El MDF cuenta además con varias especialistas en derecho como las abogadas Giselle Halimi y Marcelle Kraemer-Bach y se beneficia de una importante cobertura mediática gracias a la periodista Nicole-Lise_Bernheim simpatizante del MDF.
Según el testimonio de Colette Audry, Marie-Thérèse dirige la organización con Simone Menez. Su hermana pequeña Geneviève es la secretaria. El origen de su entrada en el MDF estaría pues conectado a la arquitecta Simone Menez que trabaja en el movimiento sobre la cuestión del hábitat y el urbanismo y ofrece medios materiales financiando la revista o a Yvonne Dornès que la propone como presidenta, o quizás su adhesión de la que se ignora la fecha a la AFFDU, Asociación francesa de mujeres diplomadas de Universidad. Además de presidenta es miembro del consejo de administración y directora de la comisión política.
Marie-Thérèse tenía entre sus objetivos la integración de la mujer en la vida política, la legalización de la anticoncepción y la igualdad entre hombres y mujeres en el trabajo. En la campaña para las elecciones legislativas de 1968 declara:

“No habiendo pertenecido nunca a un partido político, (yo) me uní al MDF poco después de su fundación, porque era el primer intento de reagrupar a la izquierda democrática (radical, socialista, mujeres convencionales, PSU, muchas mujeres sin partido)."

Como presidenta del movimiento organizó debates, recorrió Francia creando secciones en las provincias y forjó vínculos con otros movimientos feministas, sindicatos y figuras políticas destacadas. En este contexto conoció a François Mitterrand, de quien fue amiga personal, convirtiéndose en una de sus colaboradoras más cercanas, de hecho Marie-Thérèse logró que en 1965 Mitterrand durante la campaña electoral para las elecciones presidenciales incorporara el tema de la contracepción, entonces prohibida en la campaña y la defendiera públicamente. Lo hizo primero a través de una entrevista a Mitterrand realizada por Colette Audry y publicada en la revista del MDF La Femme du XXe Siècle y posteriormente a través de la participación en los mítines con Mitterrand de la propia Marie-Thérèse. En relación con el derecho al aborto estaba menos comprometida -según Roudy- posiblemente por la influencia de su educación religiosa que estuvo muy presente a lo largo de su vida, pero no impidió que Roudy y Audry firmaran el manifiesto de les 343 a favor del «aborto libre y gratuito».
En 1963 recibe el nombramiento oficial de la legión de honor. 
El MDF se acercó a la unión de la izquierda y en 1964 participó en el congreso fundacional de la Convención de Instituciones Republicanas (CIR), organización creada por Mitterrand ante su campaña presidencial frente a de Gaulle. Marie-Thérèse Eyquem se unió al CIR, un año más tarde a la Federación de la Izquierda Democrática y Socialista (FGDS) y finalmente al Partido Socialista de Francia fundado en 1969. En cada una de estas organizaciones, ella fue la única mujer en puestos de liderazgo y logró ser escuchada en la defensa de los derechos de las mujeres.
En 1965 Mitterand le confía la dirección de su comité de apoyo. Eyquem y Mitterrand han crecido en la misma región, Aquitania, tienen más o menos la misma edad y tienen también en común una educación católica. Desde los años 60 se establece una relación de confianza y de amistad que la convierte en una persona del círculo más próximo del futuro presidente.
En 1966 Marie-Thérèse Eyquem formó parte del contra-gobierno de izquierda creado por Mitterrand a modo del modelo británico. La primera reunión se celebra el 12 de mayo de 1966. L'Express la califica de «contra-ministra de las mujeres» En la Federación de la Izquierda Democrática y Socialista (FGDS), coalición electoral creada por François Mitterrand el 10 de septiembre de 1965 como un bloque parlamentario, con el fin de unificar a la "izquierda no comunista" opositora al gobierno de Charles De Gaulle para las primeras elecciones presidenciales directas, del 5 de diciembre, Eyquem se encargó de los «problemas femeninos», elaboró un programa y preparó un Livre blanc sur la condition de la Française del que no ha quedado rastro. En 1968 en las instancias directivas de la FGDS sólo hay 3 mujeres entre los 129 miembros del comité ejecutivo y del consejo político: Marie-Thérèse, Édith Cresson (CIR) y Monique Luchaire (Partido Radical).
Con mayo del 68, los partidos políticos y el movimiento de Marie-Thérèse Eyquem están fuertemente perturbados; la unión de la izquierda atraviesa un período difícil. El MDF resiste mal el surgimiento del nuevo feminismo representado por el Movimiento de Liberación de la Mujer la mujer (MLF). Con la fundación del PS, el MDF desaparece pero Marie-Thérèse Eyquem encuentra a sus excolaboradoras para luchar por una mejor representación de las mujeres dentro del partido.

#### Lucha por las cuotas en el PSF
El concepto de «paridad» no existía en ese momento. Eyquem logró convencer a Mitterrand que debía incorporar a mujeres en las candidaturas electorales. En 1967 presentó a las elecciones legislativas a siete mujeres bajo el paraguas del FGDS: la propia Marie-Thérèse, Colette Audry, Gisèle Halimi, Évelyne Sullerot o Yvette Roudy pero ninguna tuvo acceso a ser candidata en una circunscripción en la que tuviera posibilidades de ser elegida. Cuando se incorporaron en 1971 al Partido Socialista fue todavía más difícil trasladar los planteamientos del MDF en una estructura que consideraba a las mujeres amables «auxiliares». En estas circunstancias se pensó en lanzar la idea de las "cuotas". Colette Audry estaba en contra. Marie-Thérèse obtiene el acuerdo de Mitterrand.
Marie-Thérèse consideraba que la falta de mujeres en los puestos directivos de los partidos era una «anomalía antidemocrática»
En 1973, lanzó una reforma imponiendo un porcentaje mínimo de mujeres (10 %) en todos los niveles de la organización del PS . Al mismo tiempo, organizó conferencias y debates sobre el tema «Socialistas y cristianos », volviendo a sus primeros compromisos. En 1975 fue nombrada secretaria nacional del PS, encargada de las relaciones con los organismos asociados y del sector asociativo. Con Édith Cresson, es la única mujer que tiene acceso a esta función. 
Eyquem demostró a Mitterrand que luchar por los derechos de las mujeres era una ayuda preciosa para la conquista del poder (las mujeres votaron el 39% por él en 1965, el 49% en 1981 y 55% en 1988).
Marie-Thérèse Eyquem murió el 8 de agosto de 1978 a consecuencia de un cáncer en Égletons, tres años antes de la elección de François Mitterrand como presidente de la República francesa ; por tanto, no accedió a funciones superiores.

## Actividad literaria
En 1944, publicó un ensayo y una novela con el objetivo de promocionar el deporte femenino: La femme et le sport (1944) y Jeunes filles au soleil (1945).
En 1951 publica una novela de amor entre mujeres, , Les Impures,  bajo el pseudónimo de Catherine Lange. 
También colaboró con la revista Mâtines de la Unión Universal de Escritores Católicos, dirigida por el padre François Ducaud-Bourget . Se hace amiga del escritor y director Henry Zaphiratos, es la madrina de su hijo Jean-Christophe. 
En 1959 publica la biografía de Irène Popard: Irène Popard ou la danse du feu, Editions du Temps y en 1966 la biografía de Pierre de Coubertin.
En 1968 escribió una obra de teatro sobre la duquesa de Montpensier y el duque de Lauzun : La Grande Mademoiselle, que recibió el Gran Premio del casino Enghien .
Desde 1985, la asociación de escritores deportivos concede anualmente el Premio Marie-Thérèse Eyquem, otorgado por el Ministerio de Deportes, que corona una obra que aporta al deporte una contribución educativa y técnica .

## Distinciones
- Caballero de la Legión de Honor por decreto del 30 de diciembre de 1963 en calidad de inspectora Superior de Juventud y Deportes.
- Gran premio de literatura deportiva por su biografía de Pierre de Coubertin (1966)[2]

## Reconocimientos póstumos
El Instituto Nacional de Deporte, Experiencia y Rendimiento (INSEP) dio el nombre de Marie-Thérèse Eyquem al complejo que alberga tenis de mesa y judo, inaugurado el 24 de enero de 1984 por el presidente de la República, François Mitterrand .
Las ciudades de Nantes y Roissy-en-Brie dieron el nombre de Marie-Thérèse Eyquem a una de sus calles y la ciudad de Villeurbanne a uno de sus estadios.

## Publicaciones
- La femme et le sport. Paris: Éditions J.Susse. 1944. p. 307. ; Réédition à Montpellier, Association sport et histoire, collection « Tous les sports », 1999, 307 p ;
- Jeunes filles au soleil. Paris: Denoël. 1945. p. 152..
- Les impures (1951) con el seudónimo de Catherine Lange.
- Marie-Thérèse Eyquem (1959). Irène Popard ou la danse du feu. Paris: Éditions du Temps. p. 184.
- Marie-Thérèse Eyquem (1966). Pierre de Coubertin, l'épopée olympique. Paris: Calmann-Lévy. p. 298. ISBN 978-2-7021-0108-7..

### Artículos
- Le P.S. et les femmes (1978) Le Monde, 16 de junio de 1978